# Jewgeni Jakowlewitsch Remes

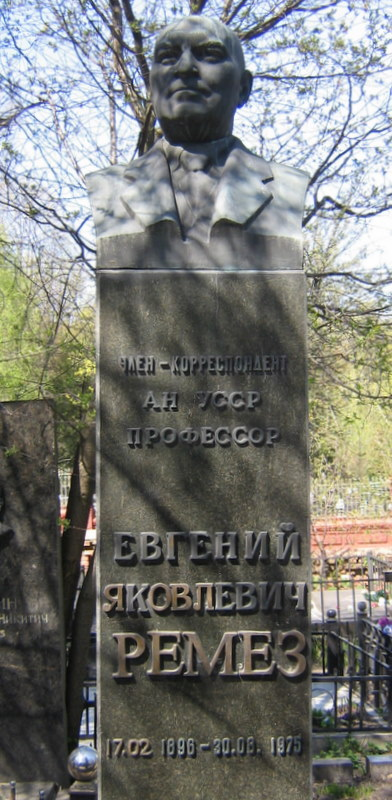

Jewgeni Jakowlewitsch Remes (russisch Евгений Яковлевич Ремез; englische Transkription Evgeny Yakovlevich Remez; * 17. Februar 1896 in Mszislau, Russisches Kaiserreich, heute Belarus; † 31. August 1975 in Kiew, Ukrainische SSR) war ein sowjetischer Mathematiker. Nach ihm ist der Remez-Algorithmus (zur Lösung von Tschebyscheff-Approximation durch Polynome) benannt.

## Leben
Remes schloss 1916 das Gymnasium in Mszislau mit Auszeichnung ab und begann seine Studien der Mathematik und mathematischen Physik an der Universität Kiew (damals „Institut für Volksbildung“), die er 1924 abschloss. Von da an lehrte er Analysis, Differentialgleichungen und Differentialgeometrie an der Universität Kiew sowie am mechanischen Institut der Technischen Universität Kiew, und bereitete sich auf seine Promotion über „Methoden der numerischen Integration von Differentialgleichungen mit einer exakten Fehlerabschätzung“ vor, die 1929 angenommen wurde. 1936 wurde er habilitiert (russischer Doktortitel).
Er arbeitete hauptsächlich über Approximationstheorie (zum Beispiel Remez-Algorithmus), die konstruktive Funktionentheorie, wobei er auch auf dem Werk von Pafnuti Lwowitsch Tschebyschow aufbaute, über dessen mathematisches Werk er auch publizierte. Er lebte bis zu seinem Tod in Kiew und lehrte dort an vielen Instituten; darunter das Bergmännische Institut, das Pädagogische Institut und das Geologische Institut. Ab 1939 erhielt er eine Professur am neu gegründeten Institut für Mathematik der Ukrainischen Akademie der Wissenschaften und wurde deren Mitglied.